# Apeadeiro de Prado
O Apeadeiro de Prado foi uma interface do Ramal de Matosinhos, que servia a zona de Prado, na cidade de Matosinhos, em Portugal.

## História
O Ramal de Matosinhos foi instalado em 1884, e em 1893 principiaram os comboios de passageiros e mercadorias, pela Companhia do Caminho de Ferro do Porto à Póvoa e Famalicão.
Um diploma publicado no Diário do Governo n.º 94, II Série, de 25 de Abril de 1949, aprovou um projecto da Companhia dos Caminhos de Ferro Portugueses para a rectificação das distâncias de aplicação de várias gares no Ramal de Matosinhos, incluindo a de Prado, que nessa altura possuía a categoria de paragem.
No dia 30 de Junho de 1965, foi encerrada a exploração ferroviária do Ramal de Matosinhos.